# Єреванський павільйон
Єреванський павільйон, Реван-кьошк (тур. Revan Köşkü) — споруда у Стамбульському палаці Топкапи, побудована у 1635 р. за указом Мурада IV (1623—1640) для вшанування завоювання Єревану (Реван). Розташований на землі, що звільнилася за рахунок зменшення розміру ставка, який був у дворі Софа-і Хюмайун з часів правління Мехмеда Завойовника (1451—1481). Сконструйований головним архітектором того періоду Коджа Касим Агою. Конструкція будівлі павільйону має форму восьмикутника.
У 1733 році в епоху правління Махмуда I (1730—1754) у кабінетах Єреванського павільйону зберігалися деякі особливо цінні екземпляри з колекції книг палацової бібліотеки. Пізніше книги з особистої колекції Османа III (1754—1757) і Мустафи III (1757—1774) також були включені колекцію Бібліотеки палацу-музею Топкапи. Деякий час тут зберігали священні мощі, зібрані султанами.
Єреванський павільйон також отримав назву sarıkodası (Зал тюрбанів), оскільки, за деякими даними, тут зберігалися священні реліквії та священні мантії для того, щоб наряджати султанів перед церемонією сходження на трон.

## Галерея

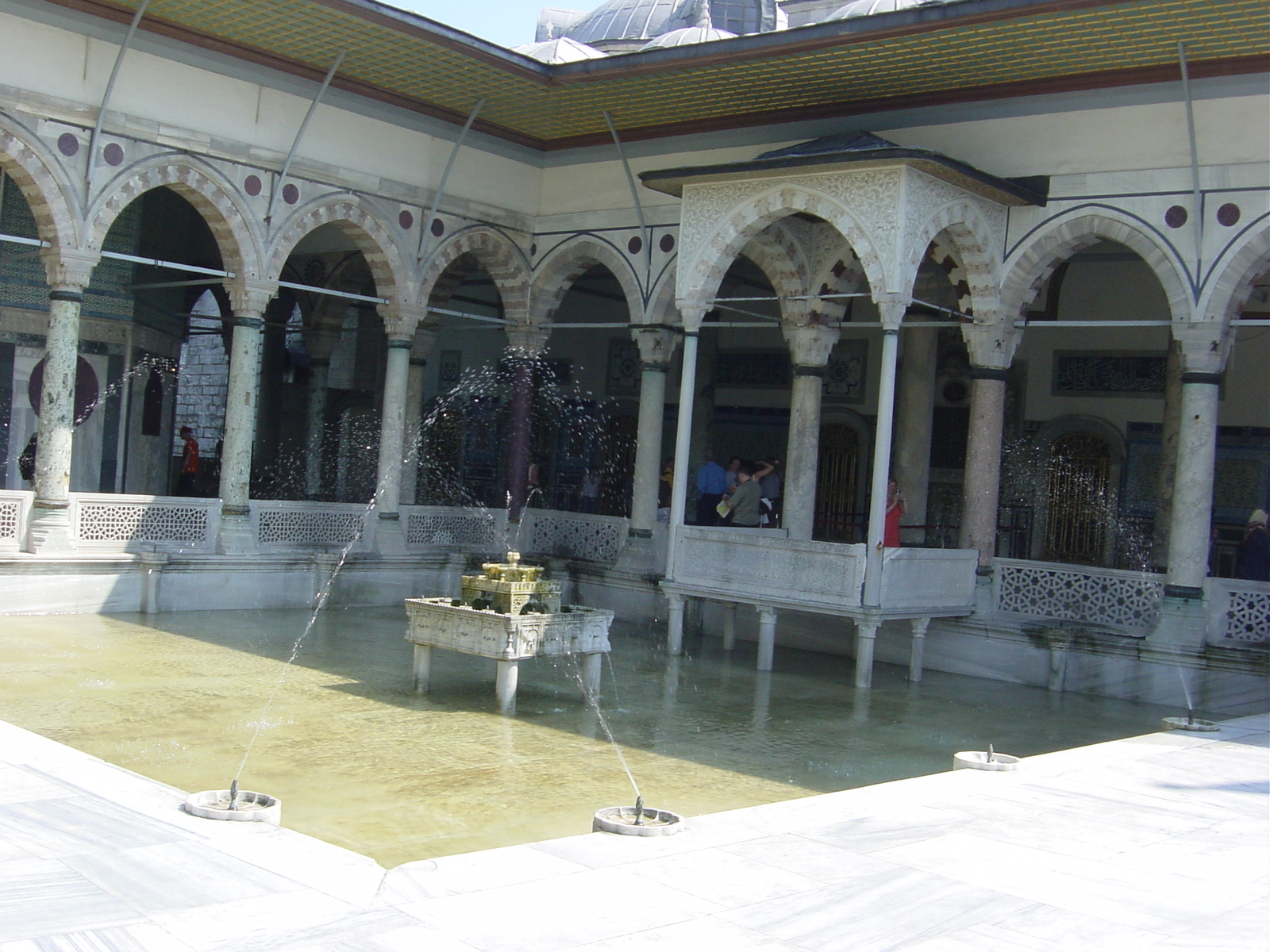
Фонтан
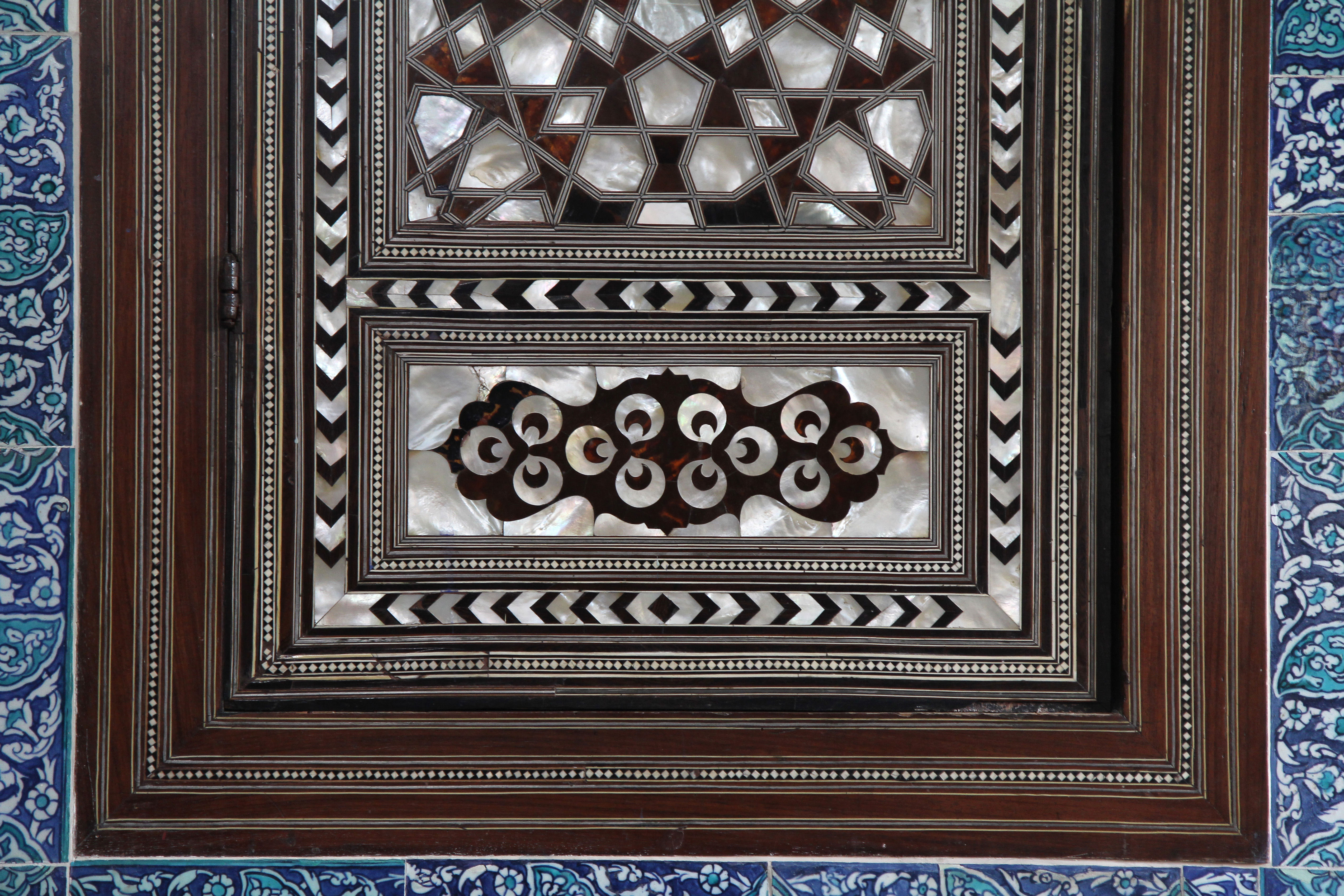
Деталі оздоблення
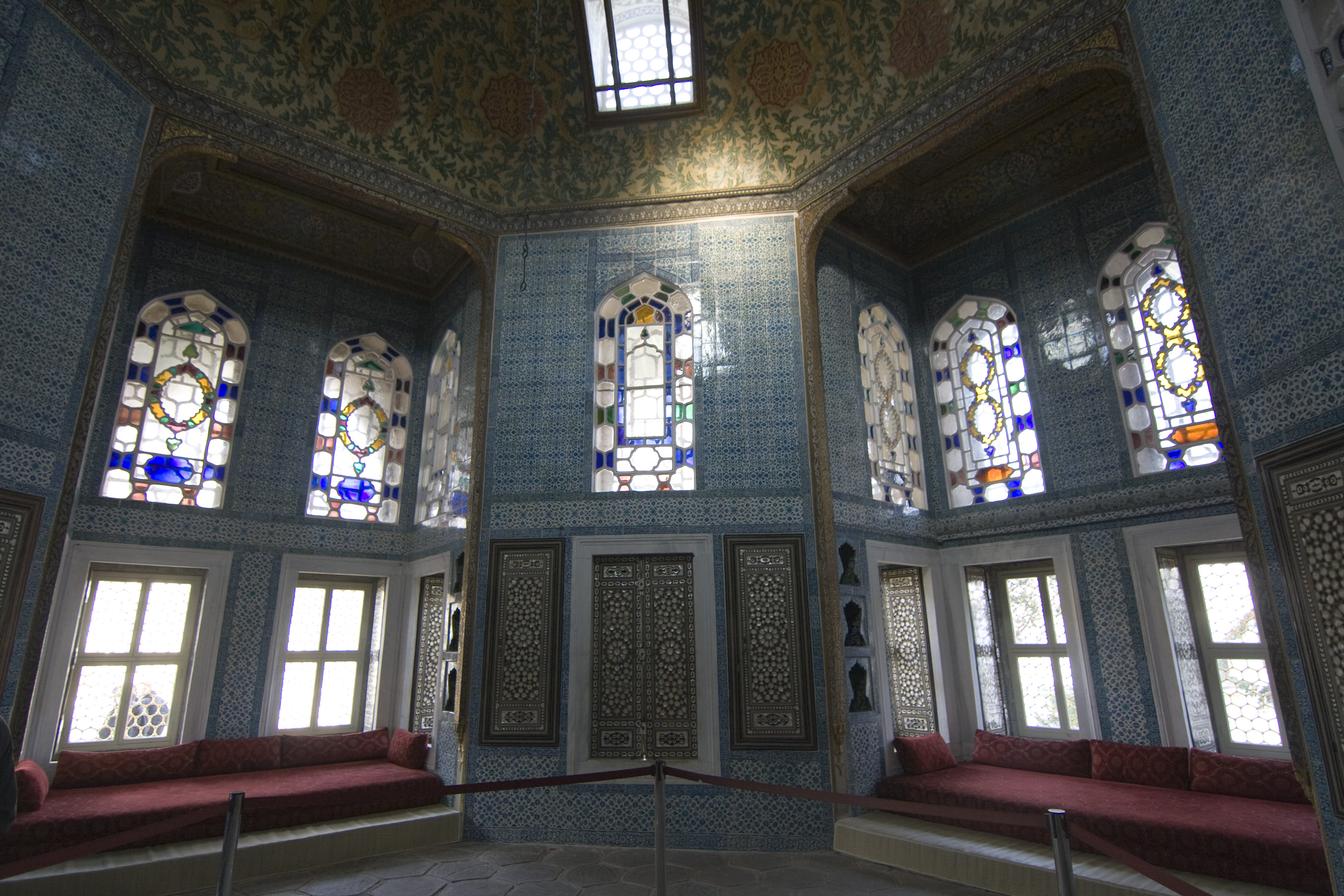
Інтер'єр